# Boucagnères
Boucagnères település Franciaországban, Gers megyében. Lakosainak száma 205 fő (2022. január 1.). Boucagnères Auterive, Haulies, Lasseube-Propre, Orbessan és Traversères községekkel határos.

## Népesség
A település népességének változása:
| Lakosok száma | 107  | 125  | 142  | 135  | 147  | 184  | 209  | 221  | 215  | 205  |
|               | 1968 | 1982 | 1990 | 2006 | 2013 | 2015 | 2017 | 2019 | 2020 | 2022 |